# ドラQパーマン
- ドラえもん > ドラQパーマン
- オバケのQ太郎 > ドラQパーマン
- パーマン > ドラQパーマン

『ドラQパーマン』（ドラ・キュー・パーマン）は、「藤子不二雄&しのだひでお」名義で発表された日本の漫画作品、及びその後放送されたテレビアニメ作品。漫画は雑誌『月刊コロコロコミック』1979年8月号（7月14日発売）に掲載された。テレビアニメは1980年4月8日に放映された。
漫画作品は藤子不二雄の1人である藤本弘（のちの藤子・F・不二雄）が原稿用紙にネームとキャラクターの大体の配置を描き、しのだひでおが下描きとペン入れを行ったため、完全にしのだタッチとなっている。しのだは、藤子作品を作画する際の自身の画風について「藤子タッチで描くこともできたが、真似をすると線が活きて来ない」と語っている。

## 概要
1979年の2度目のアニメ化に伴い、一躍人気者になった『ドラえもん』が、『コロコロコミック』で再録連載されていた他の人気藤子キャラ『オバケのQ太郎』『パーマン』と共演を果たしたクロスオーバー作品。
この特別漫画の企画が持ち上がった当初、藤子は「それぞれ違う世界を持った作品で、まったく違う発想で描いた作品なので一緒にはできない」と難色を示していた。漫画作品は『熱血!!コロコロ伝説』Vol.2に再録され、2012年9月に『藤子・F・不二雄大全集』ドラえもん第20巻にて初めて単行本化された。
1980年4月8日の『ドラえもん』の特番『春だ! 一番ドラえもん祭り』枠で、シンエイ動画によりアニメ化された。この際、パーマン1号のマスクが黒に近い濃紺だった。
アニメ版ではパーマンとオバQが活躍するシーンでそれぞれの旧主題歌が流れる。ともにモノクロ時代のTBS版のもの。

## あらすじ
ある春休みの一日、ドラえもんが、相棒であるのび太のろくに春休みの宿題もしないだらけた態度に愛想を尽かす。ドラえもんは、ひみつ道具「災害くんれん機」を使いのび太に宿題をやらせようとするが、失敗。ドラえもんは、ひみつ道具を使い、同じような思いをしている人がいないかと探し始める。すると「オバQ」の正太がO次郎に宿題を教えてもらっていたがオバQに怒られる姿やパーマン1号が任務から帰ってくるとミツ夫（のコピーロボット）が母に説教をされそうで怯える姿が写った。そしてドラえもんはオバQとパーマン1号の家に向かい2人と合流し、山奥でキャンプをする。そして、ドラえもんを探すのび太はその足取りを追って、正太とミツ夫（のコピーロボット）に出会い、見返すために「3人でわずか1日」で宿題を片付ける為に、タイムマシンを使い、同じ1日で3度それぞれの家に集まって片付けることにした。一方ドラえもんたちのキャンプは順調に進むが、突然大災害が起き、キャンプ場以外が全て壊滅してしまう。3人がそれぞれの相棒の名前を呼び「こんな事(家出)しなきゃよかった」と反省していると「それで君たち反省したか」という声が聞こえてくる。3人は「うん」と答えるが「今返事したの誰」と気づき、後ろを見てみるとのび太や正太、ミツ夫（のコピーロボット）がいる。実はのび太たちは、タイムマシンでドラえもんが残していった「災害くんれん機」を使いドラえもん達に自分達がいる幸せを感じてもらおうと災害を起こしたのだ。「ひどい！ひどい！」と怒るドラえもん。のび太たちは「おーいみんなも出ておいでよ」とO次郎、ドロンパ、パーマン2号、パーマン3号を呼び出す。「やっぱりキャンプは大勢でやったほうが楽しいね」とドラえもんが言い、締めくくる。

## キャスト
『パーマン』、『オバQ』共にシンエイ版のリメイク前であった為に旧作に準じていた。
- ドラえもん：大山のぶ代
- のび太：小原乃梨子
- 野比玉子(のび太のママ) - 千々松幸子
- Q太郎：堀絢子
- 正太：太田淑子
- O次郎：桂玲子
- ドロンパ：山本嘉子
- パーマン（ミツ夫）：三輪勝恵[5]
- パーマン2号（ブービー）：大竹宏[5]
- パーマン3号（パー子）：栗葉子